# William Daniels (acteur)
Pour les articles homonymes, voir William Daniels et Daniels.
William Daniels, est un acteur et réalisateur américain, né le 31 mars 1927 à Brooklyn, dans l'État de New York, aux États-Unis.
Il a été président de la Screen Actors Guild (SAG) de 1999 à 2001, et a mené l'union avec l'American Federation of Television and Radio Artists (AFTRA) durant la grande grève des acteurs hollywoodiens de mai à octobre 2000.

## Filmographie

### Comme acteur

#### Cinéma
- 1963 : Ladybug Ladybug : M. Calkins
- 1965 : Des clowns par milliers (A Thousand Clowns) de Fred Coe : Albert Amundson
- 1967 : Voyage à deux (Two for the Road) de Stanley Donen : Howard Manchester
- 1967 : Le Lauréat (The Graduate) de Mike Nichols : M. Braddock
- 1967 : La Folle Mission du docteur Schaeffer (The President's Analyst) de Theodore J. Flicker (en) : Wynn Quantrill
- 1969 : La Valse des truands (Marlowe) de Paul Bogart : M. Crowell
- 1972 : 1776 de Peter H. Hunt : John Adams (MA)
- 1974 : À cause d'un assassinat (The Parallax View) d'Alan J. Pakula : Austin Tucker
- 1977 : Black Sunday de John Frankenheimer : Alan Pugh
- 1977 : Bon Dieu !  (Oh, God!), de Carl Reiner : George Summers
- 1978 : Le Seul et l'Unique (The One and Only) de Carl Reiner : M. Crawford
- 1979 : Sunburn, coup de soleil (Sunburn) de Richard C. Sarafian : Crawford
- 1980 : Le Lagon bleu (The Blue Lagoon) de Randal Kleiser : Arthur Lestrange
- 1981 : La Vie en mauve (All Night Long) de Jean-Claude Tramont : Richard H. Copleston
- 1981 : Reds (Les Rouges) de Warren Beatty : Julius Gerber
- 1987 : Boire et Déboires (Blind Date) de Blake Edwards : Juge Harold Bedford
- 1989 : Son alibi (Her Alibi) de Bruce Beresford : Sam
- 1994 : Le Jeune Ninja 2 (Magic Kid II) de Stephen Furst : Manny
- 2020 : Superintelligence de Ben Falcone : la voix de KITT

#### Télévision
- 1967 : Captain Nice (série télévisée) : Carter Nash / Capitaine Nice
- 1973 : Murdock's Gang : Roger Bates
- 1973 : The Fabulous Doctor Fable (en) : Elliot Borden
- 1974 : Une affaire de viol (en) (A Case of Rape) de Boris Sagal : Leonard Alexander
- 1975 : Sarah T. - Portrait of a Teenage Alcoholic : Matt Hodges
- 1975 : One of Our Own (en) : Dr Moresby
- 1976 : The Adams Chronicles (en) (feuilleton) : John Quincy Adams (de 50 à 81 ans)
- 1976 : Francis Gary Powers: The True Story of the U-2 Spy Incident : Bissell
- 1976 : The Nancy Walker Show (en) : Kenneth Kitteridge
- 1977 : Navire en détresse (Killer on Board) : Marshal Snowden
- 1977 : Death in the Family (The Incredible Hulk: Death in the Family) : Dr John Bonifant
- 1978 : The Bastard : Samuel Adams
- 1978 : Big Bob Johnson and His Fantastic Speed Circus : Lawrence Stepwell III
- 1978 : Sergeant Matlovich vs. the U.S. Air Force : Père Veller
- 1979 : The Chinese Typewriter : Devlin
- 1979 : The Rebels : John Adams
- 1979 : Blind Ambition (en) (feuilleton) : G. Gordon Liddy
- 1980 : Conquest of the Earth : Norman
- 1980 : City in Fear (en) : Freeman Stribling
- 1980 : Father Damien: The Leper Priest : Bishop Koeckemann
- 1980 : Freebie and the Bean (en) : Walter W. Cruikshank
- 1981 : The Million Dollar Face : Henry Burns
- 1982 - 1986 : K 2000 (Knight Rider) : K.I.T.T. (Knight Industries Two Thousand) (voix)
- 1982 : Rehearsal for Murder (en) : Walter Lamb
- 1982 : Rooster (en) : Dr DeVega
- 1982 : Drop-Out Father : Draper Wright
- 1982 : Hôpital St Elsewhere (St. Elsewhere) : Dr Mark Craig
- 1987 : La Petite Fille aux allumettes (The Little Matchgirl) : Haywood Dutton
- 1989 : Howard Beach: Making a Case for Murder : Slaney
- 1990 : Life in Desire
- 1990 : On Thin Ice: The Tai Babilonia Story : John Nicks
- 1991 : Clara
- 1991 : K 2000 : La Nouvelle Arme : K.I.T.T. (voix)
- 1992 : Back to the Streets of San Francisco : Juge Julius Burns
- 1993 - 2000 : Incorrigible Cory (Boy Meets World) : George Feeny
- 1996 : La Loterie (The Lottery) : Révérend Hutchinson
- 2003 : Crazy Love
- 2012 : Grey's Anatomy (série télévisée) : Dr Thomas
- 2014 - 2017 : Le Monde de Riley (Girl Meets World) : George Feeny

### Comme réalisateur
- 1982 : Hôpital St Elsewhere (St. Elsewhere) (série télévisée)